# Syntormon quadratus
Syntormon quadratus är en tvåvingeart som beskrevs av Aldrich 1901. Syntormon quadratus ingår i släktet Syntormon och familjen styltflugor. Inga underarter finns listade i Catalogue of Life.